# Lac Little Shuswap
Le lac Little Shuswap est un petit lac dans le bassin de la rivière Thompson dans le sud de l'intérieur de la Colombie-Britannique, au Canada.

## Description
Le lac Little Shuswap est un petit lac situé dans le bassin de la rivière Thompson River dans le sud de l'intérieur de la Colombie Britannique, au Canada. qui se trouve à la transition entre le District régional de Thompson-Nicola à l'ouest et le District régional de Columbia-Shuswap à l'est. Le lac est alimenté par le lac Shuswap via un cours d'eau de 2 kilomètres environ dénommé depuis 1982 Little River. Le lac Little Shuswap Lake constitue la principale source d'eau de la rivière South Thompson, qui prend sa source à l'exutoire du lac à son extrémité sud-ouest. Le lac est d'environ 7,8 kilomètres de long, orienté nord-est vers sud-ouest, et fait en moyenne 2,4 kilomètres de large et est d'environ 18 km2 dans la zone. Il a une profondeur moyenne de 14,3 mètres et jusqu'à un maximum de 59,4 mètres.

### Végétation et climat
La végétation autour du lac Little Shuswap est essentiellement constituée d'une forêt de conifères. La zone autour du lac Little Shuswap est presque inhabitée, avec moins de deux habitants par kilomètre carré. La région fait partie de la zone climatique hémiboréale. La température moyenne annuelle dans la région est de 3°C. Le mois le plus chaud est juillet, lorsque la température moyenne est de 18 °C, et le plus froid est décembre, avec −10 °C.

### Géologie
Des petites veines de Fluorite peuvent être retrouvées dans les rochers autour du lac Little Shuswap surtout du côté nord,. Les rochers autour du lac sont essentiellement des gneiss très érodés  parfois porphyritiques. Du côté de l'extrémité sud du lac, ces roches sont des gneiss calcaires minces, de couleurs grises. Du côté de l'extrémité est du lac plutôt côté nord de cette extrémité se trouvent des granites avec de gros cristaux d'orthose jumelés et incrustés de porphyre. Sur sa partie nord-est, on y trouve aussi des petites veines de sulfide de bismuth.
Du limon blanc, de près de 2 mètres se retrouve à peu de distance de l'extrémité sud du lac.

## Communautés limitrophes
La communauté récréative Chase  se trouve à l'extrémité sud du lac autour de ce qui est désormais considéré comme la source de la rivière South Thompson. La plus petite communauté de Squilax (connue sous le nom de Quaaout en langue Secwepemc ) se situe à l'extrémité nord du lac, du côté nord de l'estuaire de la rivière Little et fait partie des Premières nations Secwepemc. D'ailleurs, en langue shuswap, le lac était identifié en 1878 sous le nom de Kwa-ow-oot. La route transcanadienne et le chemin de fer Canadien Pacifique longent la rive est du lac.

### Loisirs
Ces deux communes permettent d'avoir accès à de nombreux loisirs.
Bien qu'il soit beaucoup plus petit que le lac Shuswap, les plages du Little Shuswap Lake sont les plus accessibles depuis la route transcanadienne qui longe toute sa rive sud.

## Voir également
- Bande indienne de Little Shuswap

## Les références
- (en)/(sv) Cet article est partiellement ou en totalité issu des articles intitulés en anglais « Little Shuswap Lake » (voir la liste des auteurs) et en suédois « Little Shuswap Lake » (voir la liste des auteurs).

1. ↑  (en) « Little Shuswap Lake », sur BC Geographical Names
2. ↑  Dawson 1878, p. 22.
3. ↑  (en) « South Thompson River », sur BCGN, British Columbia Geographical Names
4. ↑  (en) « Little Shuswap Lake », Fish and Wildlife Branch, Department of Recreation and Travel Industry, Government of British Columbia (consulté le 25 juillet 2021)
5. ↑  (en) « NASA Earth Observations: Land Cover Classification », sur NASA/MODIS (consulté le 30 janvier 2016)
6. ↑  (en) « NASA Earth Observations: Population Density », sur NASA/SEDAC (consulté le 30 janvier 2016)
7. ↑  (en) M C Peel, B L Finlayson et T A McMahon, « Updated world map of the Köppen-Geiger climate classification », dans Hydrology and Earth System Sciences, vol. 11, 2007 (DOI 10.5194/hess-11-1633-2007, lire en ligne)
8. ↑  (en) « NASA Earth Observations Data Set Index », sur NASA (consulté le 30 janvier 2016)
9. ↑  Jones 1959, p. 159.
10. 1 2 3 4  Dawson 1878, p. 101.
11. ↑  Dawson 1878, p. 162.
12. ↑  Dawson 1878, p. 143.
13. ↑  Dawson 1878, p. 27.
14. ↑  (en) Maxine Cass, Vancouver & British Columbia, Peterborough, Thomas Cook, 2010